# Veli Pržnjak
Veli Pržnjak je naseljeni otočić u hrvatskom dijelu Jadranskog mora. Nalazi se u Lastovskom kanalu, uz zapadni dio južne obale otoka Korčule, oko 1470 m od njene obale. Najbliži susjedni otok je Mali Pržnjak, udaljen 140 m u smjeru sjeverozapada. U blizini su još i otočići Gredica, Lukovac, oba udaljena po oko 400 metara prema istoku. Katastarski je dio općine Vela Luka.
Njegova površina iznosi 0,204325 km². Dužina obalne crte iznosi 2258 m, a iz mora se uzdiže 25 m.